# Водне поло на літніх Олімпійських іграх 2016 (склади, жінки)
У цій статті представлено склади команд у жіночому турнірі з водного поло на літніх Олімпійських іграх 2016, що проходили в Ріо-де-Жанейро.
| Поз. | Позиція              | №  | Номер на шапочці |
| ЦН   | Центральна нападниця | ЦБ | Центрбек         |
| З    | Захисниця            | В  | Воротарка        |

## Група A

### Австралія
На Олімпіаді 2016 австралійська жіноча збірна з водного поло виступала у такому складі.
Головний тренер: Грег Макфедден
| №  | Ім'я                | Поз. | Зріст  | Вага  | Дата народження | Клуб на 2016 рік           |
| -- | ------------------- | ---- | ------ | ----- | --------------- | -------------------------- |
| 1  | Леа Янітсас         | В    | 172 см | 78 кг | 15 березня 1989 | Sydney Uni Water Polo Club |
| 2  | Джемма Бідсворт     | ЦН   | 180 см | 78 кг | 17 липня 1987   | Fremantle Marlins          |
| 3  | Ганна Баклінг       | ЦБ   | 177 см | 75 кг | 3 червня 1992   | Sydney Uni Water Polo Club |
| 4  | Голлі Лінкольн-Сміт | ЦН   | 183 см | 82 кг | 26 березня 1988 | Cronulla Sharks            |
| 5  | Кіся Гоферс         | З    | 176 см | 64 кг | 16 березня 1990 | Sydney Uni Water Polo Club |
| 6  | Бронвен Нокс (к)    | ЦН   | 182 см | 88 кг | 16 квітня 1986  | Victorian Tigers           |
| 7  | Ровена Вебстер      | ЦБ   | 178 см | 64 кг | 27 грудня 1987  | Victorian Tigers           |
| 8  | Гленкора Ралф       | ЦБ   | 178 см | 68 кг | 8 серпня 1988   | Fremantle Marlins          |
| 9  | Зое Арансіні        | З    | 170 см | 70 кг | 14 липня 1991   | Fremantle Marlins          |
| 10 | Ешлі Саутерн        | ЦН   | 188 см | 82 кг | 22 жовтня 1992  | Brisbane Barracudas        |
| 11 | Ізобел Бішоп        | З    | 180 см | 69 кг | 8 вересня 1991  | Sydney Uni Water Polo Club |
| 12 | Нікола Загейм       | З    | 174 см | 72 кг | 11 серпня 1990  | Cronulla Sharks            |
| 13 | Келсі Вейкфілд      | В    | 178 см | 64 кг | 1 червня 1991   | Queensland Breakers        |

### Бразилія
На Олімпіаді 2016 бразильська жіноча збірна з водного поло виступала у такому складі.
Головний тренер:  Патрік Оутен
| №  | Ім'я                | Поз. | Зріст  | Вага  | Дата народження | Клуб на 2016 рік     |
| -- | ------------------- | ---- | ------ | ----- | --------------- | -------------------- |
| 1  | Тесс Олівейра       | В    | 171 см | 66 кг | 6 січня 1987    | Pinheiros            |
| 2  | Діана Абла          | ЦН   | 175 см | 70 кг | 29 липня 1995   | Pinheiros            |
| 3  | Маріна Забліт (к)   | ЦБ   | 182 см | 77 кг | 4 березня 1987  | Pinheiros            |
| 4  | Маріна Канетті      | ЦН   | 170 см | 66 кг | 24 січня 1983   | Flamengo             |
| 5  | Лусіанне Барронкас  | З    | 174 см | 68 кг | 1 квітня 1988   | Pinheiros            |
| 6  | Ізабелла Шяппіні    | З    | 171 см | 67 кг | 28 вересня 1995 | Pinheiros            |
| 7  | Аманда Олівейра     | З    | 171 см | 66 кг | 6 січня 1987    | Pinheiros            |
| 8  | Луїза Карвальйо     | ЦН   | 183 см | 77 кг | 2 липня 1983    | Pinheiros            |
| 9  | Каміла Педроза      | ЦН   | 172 см | 60 кг | 12 березня 1975 | Paulistano           |
| 10 | Вівіана Байя        | ЦБ   | 176 см | 68 кг | 14 лютого 1994  | Pinheiros            |
| 11 | Маріана Дуарте      | W    | 165 см | 66 кг | 5 жовтня 1986   | Paineiras do Morumby |
| 12 | Габріела Монтельято | З    | 175 см | 72 кг | 28 жовтня 1991  | Pinheiros            |
| 13 | Вікторія Шаморро    | В    | 175 см | 70 кг | 10 липня 1996   | Paineiras do Morumby |

### Італія
На Олімпіаді 2016 італійська жіноча збірна з водного поло виступала у такому складі.
Головний тренер: Фабіо Конті
| №  | Ім'я               | Поз. | Зріст  | Вага  | Дата народження | Клуб на 2016 рік      |
| -- | ------------------ | ---- | ------ | ----- | --------------- | --------------------- |
| 1  | Джулія Горлеро     | В    | 180 см | 73 кг | 26 вересня 1990 | Despar Messina        |
| 2  | К'яра Табані       | ЦБ   | 176 см | 72 кг | 27 серпня 1994  | Mediostar Prato       |
| 3  | Аріанна Гаріботті  | З    | 169 см | 64 кг | 9 грудня 1989   | Despar Messina        |
| 4  | Еліза Квіроло      | ЦБ   | 168 см | 61 кг | 6 березня 1991  | Plebiscito Padova     |
| 5  | Федеріка Радіччі   | ЦБ   | 170 см | 70 кг | 21 грудня 1988  | Despar Messina        |
| 6  | Розарія Аєлло      | ЦН   | 172 см | 74 кг | 12 травня 1989  | Despar Messina        |
| 7  | Таня Ді Маріо (к)  | З    | 168 см | 62 кг | 4 травня 1979   | L’Ekipe Orizzonte     |
| 8  | Роберта Б'янконі   | ЦБ   | 176 см | 76 кг | 8 липня 1989    | Olympiacos            |
| 9  | Джулія Еммоло      | З    | 171 см | 67 кг | 16 жовтня 1991  | Olympiacos            |
| 10 | Франческа Помері   | ЦН   | 174 см | 76 кг | 18 лютого 1993  | Città di Cosenza      |
| 11 | Александра Котті   | ЦН   | 167 см | 65 кг | 13 грудня 1988  | Rapallo Pallanuoto    |
| 12 | Тереза Фрассінетті | ЦН   | 178 см | 75 кг | 24 грудня 1985  | Rari Nantes Bogliasco |
| 13 | Лаура Теані        | В    | 175 см | 75 кг | 13 березня 1991 | Plebiscito Padova     |

### Росія
На Олімпіаді 2016 російська жіноча збірна з водного поло виступала у такому складі.
Головний тренер: Олександр Гайдуков
| №  | Ім'я                    | Поз. | Зріст  | Вага  | Дата народження | Клуб на 2016 рік     |
| -- | ----------------------- | ---- | ------ | ----- | --------------- | -------------------- |
| 1  | Ганна Устюхіна          | В    | 177 см | 70 кг | 18 березня 1989 | SKIF-CSP Izmailovo   |
| 2  | Надія Федотова          | З    | 175 см | 68 кг | 20 травня 1988  | Kinef Kirishi        |
| 3  | Катерина Прокоф'єва (к) | З    | 176 см | 70 кг | 13 березня 1991 | Kinef Kirishi        |
| 4  | Елвіна Карімова         | З    | 166 см | 62 кг | 25 березня 1994 | Uralochka Zlatoust   |
| 5  | Марія Борисова          | З    | 184 см | 95 кг | 28 липня 1997   | SKIF-CSP Izmailovo   |
| 6  | Ольга Бєлова            | ЦБ   | 169 см | 60 кг | 27 серпня 1993  | Uralochka Zlatoust   |
| 7  | Катерина Лісунова       | З    | 175 см | 64 кг | 6 жовтня 1989   | Ugra Khanty-Mansiysk |
| 8  | Анастасія Симанович     | ЦН   | 174 см | 69 кг | 23 січня 1995   | Kinef Kirishi        |
| 9  | Ганна Тимофєєва         | ЦН   | 178 см | 86 кг | 18 липня 1987   | Ugra Khanty-Mansiysk |
| 10 | Євгенія Соболєва        | ЦБ   | 180 см | 75 кг | 26 серпня 1988  | Kinef Kirishi        |
| 11 | Євгенія Іванова         | З    | 176 см | 67 кг | 26 липня 1987   | Kinef Kirishi        |
| 12 | Ганна Гриньова          | ЦБ   | 185 см | 87 кг | 31 січня 1988   | Spartak Volgograd    |
| 13 | Ганна Карнаух           | В    | 173 см | 61 кг | 31 серпня 1993  | Kinef Kirishi        |

## Група B

### Китай
На Олімпіаді 2016 китайська жіноча збірна з водного поло виступала у такому складі.
Головний тренер:  Рікардо Азеведо
| №  | Ім'я          | Поз. | Зріст  | Вага   | Дата народження   | Клуб на 2016 рік |
| -- | ------------- | ---- | ------ | ------ | ----------------- | ---------------- |
| 1  | Ян Цзюнь      | В    | 180 см | 69 кг  | 28 квітня 1988    | Tianjin          |
| 2  | Ма Хуаньхуань | З    | 178 см | 66 кг  | 13 січня 1990     | Guangxi          |
| 3  | Мей Сяохань   | ЦБ   | 180 см | 100 кг | 11 листопада 1996 | Tianjin          |
| 4  | Сюн Дуньхань  | ЦН   | 181 см | 83 кг  | 11 листопада 1998 | Hunan            |
| 5  | Ню Гуаньнань  | З    | 177 см | 68 кг  | 10 травня 1992    | Guangxi          |
| 6  | Сунь Ятін     | ЦН   | 178 см | 76 кг  | 24 лютого 1988    | Tianjin          |
| 7  | Сун Дунлунь   | З    | 178 см | 83 кг  | 28 квітня 1991    | Tianjin          |
| 8  | Zhang Cong    | З    | 176 см | 62 кг  | 3 травня 1990     | Tianjin          |
| 9  | Чжао Цзихань  | З    | 172 см | 62 кг  | 4 вересня 1993    | Shanghai         |
| 10 | Чжан Вейвей   | З    | 182 см | 66 кг  | 7 жовтня 1990     | Sichuan          |
| 11 | Ван Сінянь    | ЦБ   | 181 см | 73 кг  | 26 квітня 1991    | Shanghai         |
| 12 | Чжан Цзін     | З    | 166 см | 62 кг  | 16 червня 1996    | Fujian           |
| 13 | Пен Лінь      | В    | 185 см | 73 кг  | 4 квітня 1995     | Hunan            |

### Угорщина
На Олімпіаді 2016 угорська жіноча збірна з водного поло виступала у такому складі.
Головний тренер: Аттіла Біро
| №  | Ім'я               | Поз. | Зріст  | Вага  | Дата народження   | Клуб на 2016 рік        |
| -- | ------------------ | ---- | ------ | ----- | ----------------- | ----------------------- |
| 1  | Едіна Гангль       | В    | 181 см | 64 кг | 25 червня 1990    | UVSE                    |
| 2  | Дора Цігань        | З    | 173 см | 60 кг | 23 жовтня 1992    | Eger                    |
| 3  | Дора Анталь        | З    | 169 см | 62 кг | 9 вересня 1993    | UVSE                    |
| 4  | Ханна Кістелекі    | ЦН   | 172 см | 63 кг | 10 березня 1991   | UVSE                    |
| 5  | Габріелла Суч      | З    | 183 см | 74 кг | 7 березня 1988    | UVSE                    |
| 6  | Оршоля Такач       | ЦБ   | 190 см | 83 кг | 20 травня 1985    | BVSC                    |
| 7  | Анна Іллеш         | ЦБ   | 180 см | 73 кг | 21 лютого 1994    | California Golden Bears |
| 8  | Ріта Кетсхельї (к) | З    | 178 см | 67 кг | 10 грудня 1991    | UVSE                    |
| 9  | Ілдіко Тотх        | ЦН   | 175 см | 72 кг | 23 квітня 1987    | UVSE                    |
| 10 | Барбара Буйка      | ЦН   | 172 см | 82 кг | 5 вересня 1986    | Szeged                  |
| 11 | Дора Шабай         | ЦБ   | 175 см | 63 кг | 20 квітня 1989    | UVSE                    |
| 12 | Крістіна Гарда     | ЦБ   | 170 см | 76 кг | 16 липня 1994     | Dunaújvárosi Főiskola   |
| 13 | Оршоля Кашо        | В    | 187 см | 72 кг | 22 листопада 1988 | Dunaújvárosi Főiskola   |

### Іспанія
На Олімпіаді 2016 іспанська жіноча збірна з водного поло виступала у такому складі.
Головний тренер: Мікі Ока
| №  | Ім'я            | Поз. | Зріст  | Вага  | Дата народження | Клуб на 2016 рік |
| -- | --------------- | ---- | ------ | ----- | --------------- | ---------------- |
| 1  | Лаура Естер     | GK   | 170 см | 56 кг | 22 січня 1990   | Sabadell         |
| 2  | Марта Бах       | CB   | 176 см | 66 кг | 17 лютого 1993  | Mataró           |
| 3  | Анна Еспар      | D    | 180 см | 66 кг | 8 січня 1993    | Sabadell         |
| 4  | Беатріс Ортіс   | D    | 176 см | 65 кг | 21 червня 1995  | Rubí             |
| 5  | Матільде Ортіс  | CB   | 174 см | 64 кг | 16 вересня 1990 | Sabadell         |
| 6  | Паула Лейтон    | CF   | 187 см | 93 кг | 27 квітня 2000  | Terrassa         |
| 7  | Клара Еспар     | D    | 177 см | 70 кг | 29 вересня 1994 | Sabadell         |
| 8  | [Марія Пенья]]  | D    | 172 см | 61 кг | 4 квітня 1986   | Sabadell         |
| 9  | Джудіт Форка    | D    | 173 см | 66 кг | 7 червня 1996   | Sabadell         |
| 10 | Росер Тарраго   | D    | 171 см | 61 кг | 25 березня 1993 | Mataró           |
| 11 | Марія Гарсія    | CF   | 188 см | 90 кг | 17 жовтня 1990  | Sabadell         |
| 12 | Лаура Лопес     | D    | 170 см | 63 кг | 13 січня 1988   | Mataró           |
| 13 | Патрісія Еррера | GK   | 163 см | 59 кг | 9 лютого 1993   | Madrid Moscardó  |

### США
На Олімпіаді 2016 американська жіноча збірна з водного поло виступала у такому складі.
Головний тренер: Адам Крікорян
| №  | Ім'я               | Поз. | Зріст  | Вага   | Дата народження | Клуб на 2016 рік            |
| -- | ------------------ | ---- | ------ | ------ | --------------- | --------------------------- |
| 1  | Саманта Гілл       | В    | 180 см | 89 кг  | 8 червня 1992   | Santa Barbara WP Foundation |
| 2  | Медді Масселмен    | З    | 180 см | 61 кг  | 16 червня 1998  | Corona del Mar Aquatics     |
| 3  | Мелісса Сейдеманн  | ЦБ   | 183 см | 104 кг | 26 червня 1990  | New York Athletic Club      |
| 4  | Рейчел Феттел      | З    | 172 см | 66 кг  | 10 грудня 1993  | SoCal                       |
| 5  | Керолайн Кларк     | ЦБ   | 188 см | 73 кг  | 28 червня 1990  | New York Athletic Club      |
| 6  | Меггі Стеффенс (к) | ЦБ   | 175 см | 70 кг  | 4 червня 1993   | New York Athletic Club      |
| 7  | Кортні Метьюсон    | З    | 170 см | 71 кг  | 14 вересня 1986 | New York Athletic Club      |
| 8  | Кейлі Гілкріст     | З    | 172 см | 66 кг  | 5 березня 1993  | Santa Barbara WP Foundation |
| 9  | Арія Фішер         | ЦН   | 183 см | 65 кг  | 2 березня 1999  | SET Water Polo              |
| 10 | Кейлі Гілкріст     | З    | 175 см | 77 кг  | 16 травня 1992  | New York Athletic Club      |
| 11 | Макензі Фішер      | ЦБ   | 185 см | 75 кг  | 29 березня 1997 | SET Water Polo              |
| 12 | Кемерін Крейґ      | ЦН   | 180 см | 88 кг  | 21 липня 1987   | New York Athletic Club      |
| 13 | Ешлі Джонсон       | В    | 185 см | 86 кг  | 12 вересня 1994 | New York Athletic Club      |